# الطهم (ذي السفال)

تعديل مصدري - تعديل

الطهم هي إحدى قرى عزلة الحبلة بمديرية ذي السفال التابعة لمحافظة إب، بلغ تعداد سكانها 659 نسمة حسب تعداد اليمن لعام 2004.